# Andebu (plaats)
Andebu is een plaats in de Noorse gemeente Sandefjord in de provincie Vestfold. Tot 2017 was het de hoofdplaats van de gemeente  Andebu.  Andebu telt 1417 inwoners (2007) en heeft een oppervlakte van 1,57 km².